# Kulen Vakuf
Kulen Vakuf je naseljeno mjesto u Gradu Bihaću, Federacija Bosne i Hercegovine, BiH.
Nalazi se južno od Bihaća, na rijeci Uni.

## Povijest
Prije dolaska Turaka bio je u sastavu Hrvatske države i pripadao lapačkoj župi. Iz tog doba na brdu iznad grada nalazi se monumentalna utvrda Ostrovica koju je sagradio hrvatski plemić Mikuličić, a pokraj grada ostaci srednjovjekovne katoličke crkve. U tursko doba tvrđava je ojačana, te je i sam grad u podnožju dobio utvrđene zidove. Također na drugoj strani Une sagrađena je Havala, utvrda begovske obitelji Kulenovića. Zajedno taj kompleks utvrda prikazan je na austrijskoj vojnoj karti, a zbog svog strateškog prometnog položaja u službenim turskim ispravama 18. stoljeća Kulen-Vakuf se zove Džisrikebir, što u prijevodu znači "Veliki most". U velikom požaru 1903. veći dio Kulen Vakufa je stradao, tako da danas nisu vidljivi ostatci stare arhitekture, osim donekle u urbanističkoj organizaciji grada. Obnovljena je džamija sultana Ahmeda III. Spomenuta džamija nekoliko je puta izgrađivana jer su je rušili četnici. Na Havali su ostaci džamije koja se nalazila unutar havalskog grada, kao i turbe Smail-bega Bajbutovića. Kulen Vakuf je dao veliki broj učenih ljudi od državnog značaja.
Tijekom Drugog svjetskog rata, od 6. do 8. rujna 1941. godine, srpski ustanici željni osvetiti ustaške pokolje do temelja su spalili Kulen Vakuf. Tijekom dva dana svirepo su ubili oko 2000 muslimana, od kojih su većina bili žene i djeca. Njihova tijela su ležala izrešetana mecima uz cestu, poklana pa razbacana po livadi, udavljena u ledenoj Uni koja ih je odnijela dalje, ili nabacana na gomilu u dubokim i mračnim okomitim jamama. U samom gradu bilo je između 900 i 1000 žrtava, u jami Golubnjači blizu Miljuša stradalo ih je 400-420, a u blizini Ćovke iz zasjede pobijeno ih je 300-500. U jamu blizu Ešanovića šume bačeno je 80-130, a u obližnju jamu Dugopolje 70 muslimana.
Za vrijeme zadnjeg rata bio je pod srpskom okupacijom, a većina stanovništva prebjegla je u Bihać, da bi se poslije rata vratila.

## Stanovništvo

### Popisi 1971. – 1991.
| Kulen Vakuf        |               |               |               |
| godina popisa      | 1991.         | 1981.         | 1971.         |
| Muslimani          | 770 (72,43 %) | 693 (67,74 %) | 819 (77,33 %) |
| Srbi               | 182 (17,12 %) | 185 (18,08 %) | 214 (20,20 %) |
| Hrvati             | 3 (0,28 %)    | 7 (0,68 %)    | 6 (0,56 %)    |
| Jugoslaveni        | 99 (9,31 %)   | 135 (13,19 %) | 7 (0,66 %)    |
| ostali i nepoznato | 9 (0,84 %)    | 3 (0,29 %)    | 13 (1,22 %)   |
| ukupno             | 1063          | 1023          | 1059          |

### Popis 2013.
| Kulen Vakuf        |              |
| godina popisa      | 2013.        |
| Bošnjaci           | 426 (93,22%) |
| Srbi               | 5 (1,09%)    |
| Hrvati             | 3 (0,66%)    |
| ostali i nepoznato | 23 (5,03%)   |
| ukupno             | 457          |

## Poznate osobe
- Alan Horić, hrvatski književnik
- Džaferbeg Kulenović, hrvatski političar i pravnik
- Osman Kulenović, hrvatski političar i pravnik
- Muhamed Kulenović, hrvatski političar i pravnik
- Mustafa Hilmi Hadžiomerović, reisu-l-ulema

## Galerija
| Tok rijeke Une kod Kulen Vakufa i ruševine utvrde Ostrovica u pozadini | Ostaci velebne starohrvatske utvrde Ostrovica iznad grada | Pogled na Kulen Vakuf | Putokaz za Kulen Vakuf na obližnjoj cesti |

## Vanjske poveznice
- Satelitska snimka  Arhivirana inačica izvorne stranice od 2. listopada 2008. (Wayback Machine)